# Pagan's Mind
Pagan's Mind är ett norskt rockband som bildades under sommaren 2000 av Nils K. Rue (sång), Stian Kristoffersen (trummor) och Thorstein Aaby (gitarr). De spelade alla tillsammans i ett 80-tals metallinspirerat band, "Silverspoon", och rekryterade baspelaren Steinar Krokmo. Han gick med i bandet tillsammans med gitarristen Jørn Viggo Lofstad. Steinar Krokmo och Stian Kristoffersen spelade redan i prog metal-bandet "Trivial Act" och Kristofferson var bekant med Krokmo som basgitarrist. Ronny Tegner, en vän av Jørn Viggo Lofstad och Kristoffersen genom flera bandkonstellationer, gick med i bandet två månader efter inspelningen av deras debutalbum Infinity Divine, som spelades in bara en månad efter Jørn Viggo Lofstad och Steinar Kristoffersen gick med i Pagan's Mind. Efter att ha spelat keyboard på albumet, gick Ronny Tegner med som en full medlem.
Infinity Divine, släpptes 2000. Nästa album, Celestial Entrance från 2002, sålde ganska bra och med det albumet nådde bandet även utanför Norge.

## Medlemmar
Nuvarande medlemmar
- Nils Kvåle Rue – sång (2000– )
- Jørn Viggo Lofstad – gitarr (2000– )
- Steinar Krokmo – basgitarr (2000– )
- Stian Kristoffersen – trummor (2000– )
- Ronny Tegner – keyboard (2000– )

Tidigare medlemmar
- Thorstein Aaby – gitarr (2000–2003; död 2007)

Live-medlemmar
- Ole Aleksander Wagenius – sång (2018– )

## Diskografi
Studioalbum
- 2000 – Infinity Divine (återinspelad 2004)
- 2002 – Celestial Entrance
- 2005 – Enigmatic: Calling
- 2007 – God's Equation
- 2011 – Heavenly Ecstasy

Livealbum
- 2015 – Full Circle - Live at Center Stage

Singlar
- 2008 – "Helter fra Telemark (Odd Grenland)"
- 2011 – "Intermission"
- 2011 – "Walk Away in Silence"

Samlingsalbum
- 2006 – Promotional : Disc 2006

Video
- 2009 – Live Equation (DVD)